# Продавница тајни
„Продавница тајни“ је четврти албум бенда Бајага и инструктори. Издат је 1988. године и продат у 360.000 примерака. Албум је добио назив према истоименој књизи италијанског писца Дина Буцатија.

## Топ листе
| Листа | Највиша позиција |
| ----- | ---------------- |
| Ритам | 1                |